# Рукопись

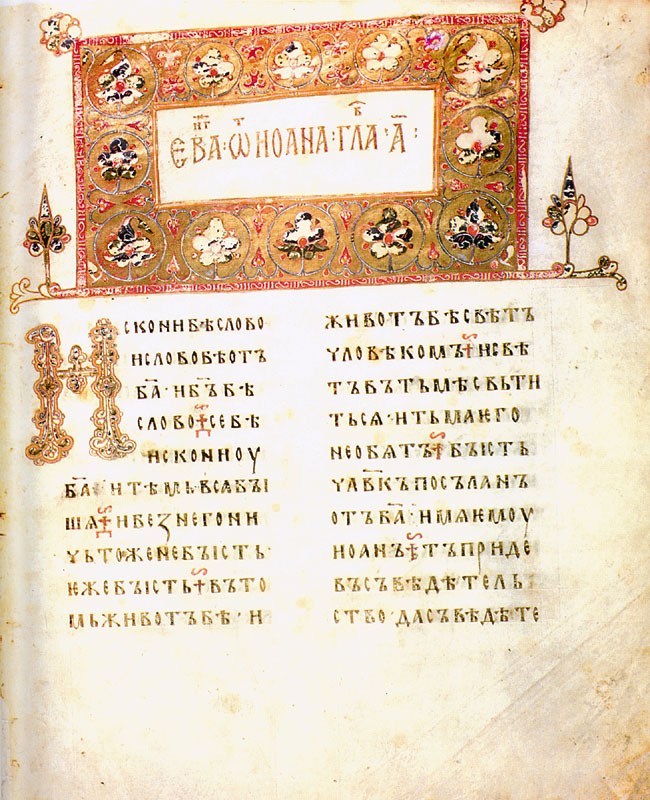
Остромирово Евангелие — древнейшая рукописная книга Киевской Руси (середина XI века)

Ру́копись — собирательное название текстов, написанных от руки, синоним термина манускрипт (позднелат. manuscriptum, от лат. manus — «рука» и scribo — «пишу»). Как правило, рукописью называют черновики литературных произведений либо их образцы, написанные автором от руки. После появления машинописи рукописями также называют тексты, напечатанные на печатной машинке, а также на принтере или иным механическим способом.
Рукописная книга — это книга, текст и иллюстрации к которой воспроизведены от руки, в отличие от печатной книги, воспроизведение которой осуществляется полиграфическим способом. Рукописная книга состоит из собственно книги — носителя текста и защитно-предохраняющих элементов (футляр, переплет).
Самой распространённой формой книг в древности был папирусный свиток. Переход к форме кодекса обыкновенно связывают с распространением пергамента.
Так как рукописи подвержены порче, то до нас дошли лишь немногие памятники, относящиеся к глубокой древности. Таковы египетские папирусы. Из множества рукописей Античности уцелели единицы.
Начиная с эпохи Карла Великого число сохранившихся европейских манускриптов значительно умножается (см. также статью Библиотеки эпохи Каролингов). В Средние Века как в Западной Европе, так и в Древней Руси, рукописные книги изготовлялись, в основном, в монастырях. При этом множество античных манускриптов подверглось в Средние Века своеобразному уничтожению: написанное на пергаменте выцарапывалось и стиралось, а на отчищенном таким образом дорогом материале писались заново новые тексты (палимпсесты). В XIII—XV веках в Западной Европе также образовались светские братства переписчиков.
Многие каллиграфы приобрели европейскую славу, и даже после изобретения книгопечатания манускрипты удержали значение художественных произведений. К концу XV века относятся 35 манускриптов, атрибутируемых Робине Тестару. Наибольшую известность среди них приобрела «Нравоучительная книга о шахматах любви», созданная для графини Луизы Савойской. Одним из искуснейших каллиграфов XVII века был Николай Жарри. Из его трудов славится особенно «Гирлянда Юлии» (фр. Guirlande de Julie) — сборник стихотворений, сочинённых лучшими поэтами его эпохи и поднесённый герцогом де Монтозье его невесте, Жюли д’Анженн.
Сохранились около 300 тыс. древних и средневековых латинских, 55 тыс. греческих, 30 тыс. армянских и 12 тыс. грузинских рукописей.